# Foz de Arbayún
La  Foz de Arbayún (oficialmente Foz de Arbaiun en castellano, Arbaiungo arroila en euskera) está situada en el este de la provincia de Navarra (España), a unos 15 km de Lumbier en dirección a Navascués.
Se trata de un profundo cañón excavado por el río Salazar en la roca caliza de la Sierra de Leyre, que tiene unos 6 km de longitud y casi 400 m de profundidad de paredes verticales.
Está declarada Reserva natural (RN-16) como protección a la mayor colonia de buitres leonados de Navarra, además de contar con otros tipos de rapaces como el águila real, el alimoche y el quebrantahuesos.

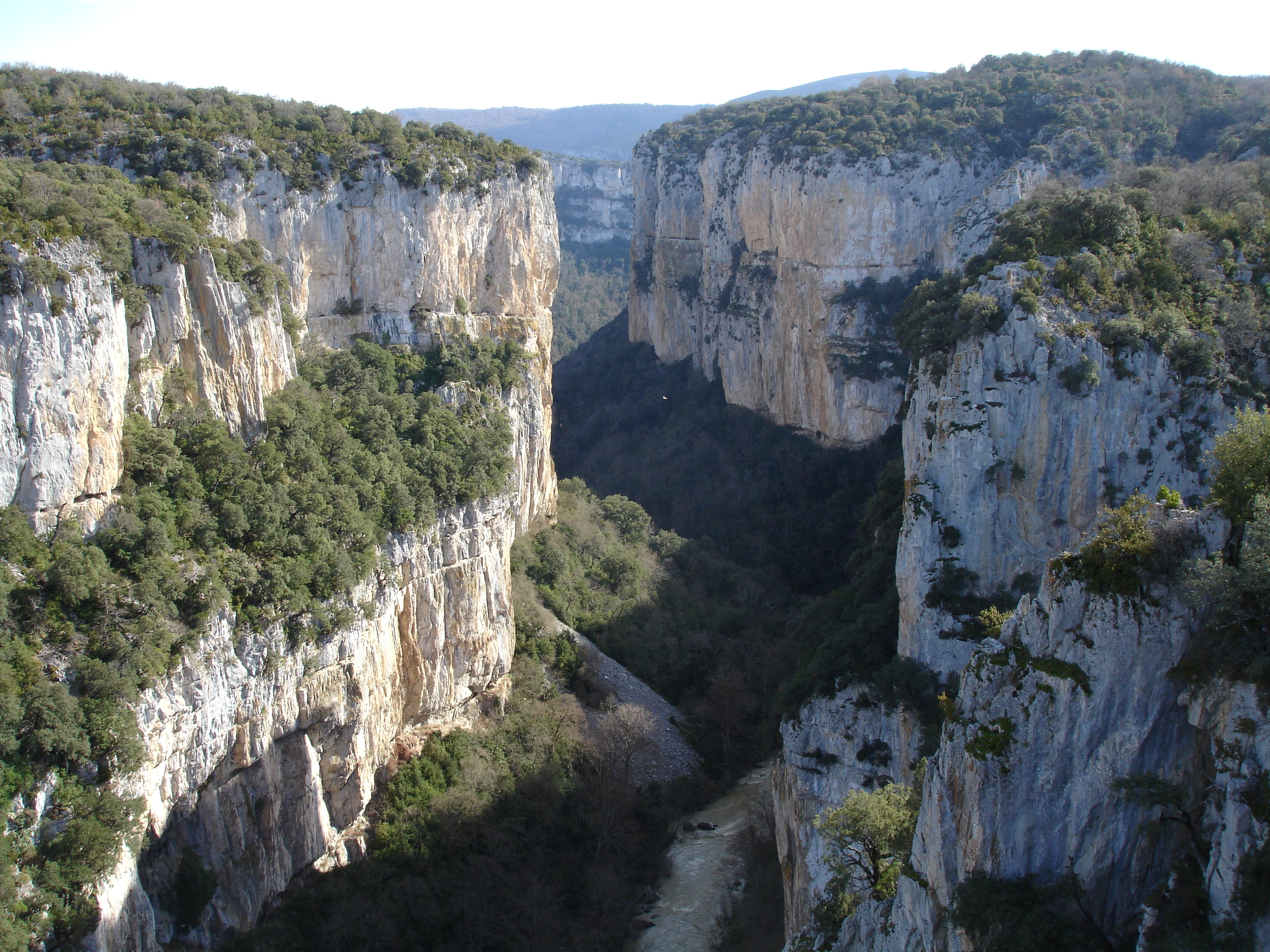
Foz de Arbayún desde el mirador de la carretera
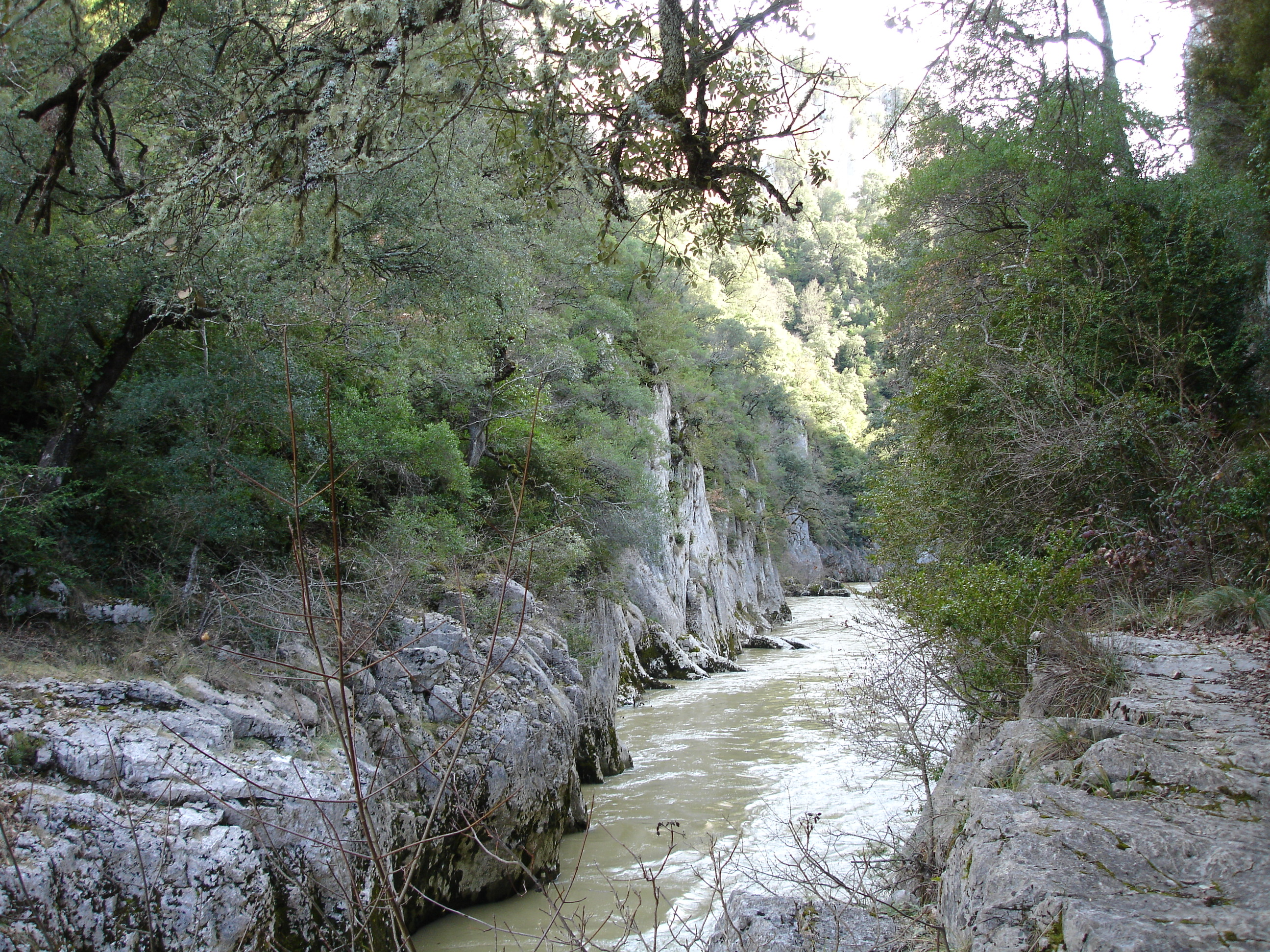
Río Salazar
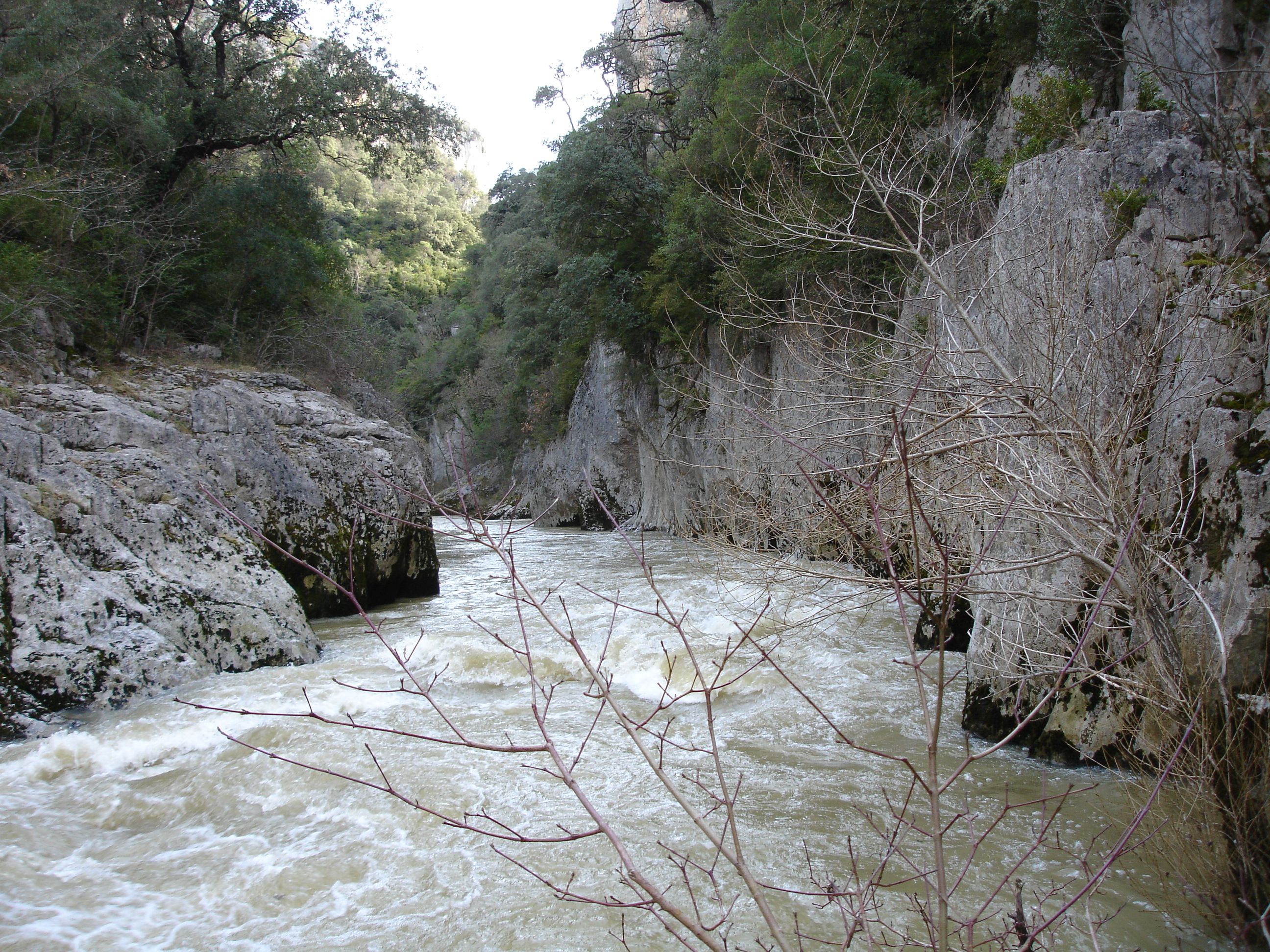
Río Salazar